# Blut aus Nord
Blut aus Nord ist eine französische Post-Black-Metal-Band.

## Geschichte
Die Band wurde 1993 unter dem Namen Vlad von Vindsval gegründet, er veröffentlichte die Demos In the Mist und Yggdrasil. 1994 wurde die Band in Blut aus Nord umbenannt, um eine Verwechslung mit der The-Black-Legions-Band Vlad Tepes auszuschließen. Im selben Jahr kam W.D.Feld als Schlagzeuger hinzu, dennoch ist auf den Veröffentlichungen stets ein Drumcomputer zu hören.
1995 erschien das Debüt Ultima Thulée bei Impure Creations Records. Es zeichnet sich durch die extremen, wie ein „schneeweißes Rauschen“ verzerrten E-Gitarren sowie psychedelische, atmosphärische Keyboards aus. 1996 folgte Memoria vetusta 1: Fathers of the Icy Age, welches der erste Teil eines dreiteiligen Konzeptalbums ist. Brett Buckle von The Metal Crypt schrieb, es dürfe „in keiner Sammlung eines Black-Metal-Fans fehlen“. Das Album wurde außerdem in die Liste der „250 Black-Metal-Alben, die man kennen sollte“ des Rock Hard aufgenommen.
Vindsval arbeitet anstatt an Blut aus Nord an anderen Projekten. Erst 2001 folgte anstatt des erwarteten 2. Teils von Memoria vetusta das Album The Mystical Beast of Rebellion, welches viele Fans enttäuschte, da sich der Stil vom Black Metal hin zu einer Mischung aus Industrial, Noise und atonalen Klängen verändert hatte. Diese Entwicklung wurde auf den folgenden Alben fortgeführt und überwiegend positiv beurteilt. Ab MoRT erschienen die Alben bei Candlelight Records, inzwischen steht die Band beim Label Debemur Morti Productions unter Vertrag.
2009 erschien der 2. Teil von Memoria vetusta, Dialogue with the Stars. Er orientiert sich am Stil des ersten Teils, enthält aber dissonante Elemente. 2010 erschien What Once Was… Liber I mit nur zwei sehr langen, düsteren Stücken.

## Musikstil und Texte
Die ersten beiden Alben von Blut aus Nord waren vom Black Metal beeinflusst. Die die Musik ab The Work Which Transforms God begleitenden, „kalten“ elektronischen Elemente überwiegen auf MoRT gegenüber den Metal-Elementen, sodass die Musik „so gut wie nichts, wenn nicht sogar gar nichts mehr mit Black Metal am Hut“ hat; Chris Dick vom Decibel Magazine beschrieb den Stil von MoRT als „sonic equivalent to Thorns injecting Streetcleaner-era Godflesh with an evil unpredictability“. Ab Odinist – The Destruction of Reason by Illumination orientierte die Band sich wieder stärker am Black Metal. Die zwischenzeitliche musikalische Ausrichtung schlägt sich jedoch nach wie vor in ihrer Musik nieder. Auf Memoria vetusta II: Dialogue with the Stars findet sich mit The Meditant auch ein Lied mit Anlehnungen an die Viking-Metal-Phase Bathorys.
Vindsval versteht Blut aus Nord als künstlerisches Konzept und distanziert die Band von der satanischen Szene, die er als „childish satanic clowns“ und „pathetic circus“ bezeichnet. Die Texte der Band beinhalten überwiegend philosophische und individualistische Inhalte, auf Ultima Thulée, den beiden Teilen von Memoria vetusta, sowie Odinist – The Destruction of Reason by Illumination auch Inhalte der nordischen Mythologie.

## Diskografie
Demos
- 1993: In the Mist
- 1994: Yggdrasil

Studioalben
- 1995: Ultima Thulée (CD/LP, Impure Creations Records)LP-Veröffentlichung via Debemur Morti Productions, 2010.
- 1996: Memoria vetusta I: Fathers of the Icy Age (CD/LP/FLAC, Impure Creations Records) LP-Veröffentlichung via Debemur Morti Productions, 2012.
- 2001: The Mystical Beast of Rebellion (CD/2xCD/2xLP, Oaken Shield / Adipocere Records) Doppel-CD/LP-Veröffentlichung via Debemur Morti Productions, 2010/2.
- 2003: The Work Which Transforms God (CD/2xCD/2xLP/FLAC, Appease Me…/ Adipocere Records) Doppel-LP-Veröffentlichung via Debemur Morti Productions, 2013.
- 2006: MoRT (CD/LP/FLAC; Candlelight Records) LP-Veröffentlichung via Handmade Birds / Dark Icon Series, 2011.
- 2007: Odinist – The Destruction of Reason by Illumination (CD/LP, Candlelight Records) LP-Veröffentlichung via Debemur Morti Productions, 2015.
- 2009: Memoria vetusta II: Dialogue with the Stars (CD/2xLP/2x12"/FLAC, Candlelight Records) Doppel-LP-Erstveröffentlichung via Back on Black / Let Them Eat Vinyl, 2009.
- 2011: 777 – Sect(s) (CD/LP/AAC, Debemur Morti Productions)
- 2011: 777 – Desanctification (CD/LP/AAC, Debemur Morti Productions)
- 2012: 777 – Cosmosophy (CD/LP/AAC, Debemur Morti Productions)
- 2014: Memoria Vetusta III: Saturnian Poetry (CD/LP/FLAC, Debemur Morti Productions)
- 2017: Deus Salutis Meae (CD/LP/FLAC, Debemur Morti Productions)
- 2019: Hallucinogen (CD/LP, Debemur Morti Productions)
- 2022: Disharmonium - Undreamable Abysses (CD/LP/MC, Debemur Morti Productions)
- 2023: Disharmonium: Nahab (CD/LP/MC, Debemur Morti Productions)

EPs
- 2005: Thematic Emanation of Archetypal Multiplicity (CD/LP/FLAC/MP3/WAV, Candlelight Records) LP-Veröffentlichung via Debemur Morti Productions, 2015.
- 2010: What Once Was… Liber I (CD/12", Debemur Morti Productions)
- 2012: What Once Was… Liber II (12", Debemur Morti Productions)
- 2013: What Once Was… Liber III (CD/12", Debemur Morti Productions)
- 2014: Debemur MoRTi (CD/7", Debemur Morti Productions)

Splits
- 2004: … Decorporation … mit Reverence (12", D.U.K.E.)
- 2007: Dissociated Human Junction mit Bloodoline, Reverence und Karras (CD, Panik Terror Musik)
- 2014: Triunity mit P.H.O.B.O.S. (CD/LP, Debemur Morti Productions)
- 2016: Codex Obscura Nomina mit Ævangelist (CD/LP, Debemur Morti Productions)

Kollektionen / Boxsets
- 2015: The Candlelight Years Volume I (3xCD, Candlelight Records)
- 2022: 777 (3xLP, Debemur Morti Productions)
- 2022: Lovecraftian Echoes (MP3, Eigenvertrieb)

Remixe
- 2008: Sleds (Blut aus Nord) auf dem Pyramids-Album Pyramids (Hydra Head Records)

Beiträge auf Kompilationen (Auswahl):
- 1994: The Last Journey Of Ringhom auf Teach Your Soul With Fire Vol. II (MC, Art Productions)
- 2003: Mighty Trust Krusher auf Godflesh: Tribute (2xCDR, Nihilistic Holocaust)
- 2006: Devilish Essence auf Phoenix Risen - A Candlelight Records Compilation (2xCD, Candlelight Records)
- 2011: Epitome II auf  Blood Ceremonies (CD+DVD, AFM Records)
- 2015: De Librio Arbitrio auf New Noise In France (MP3, Believe Digital)